# 공동 어업 정책

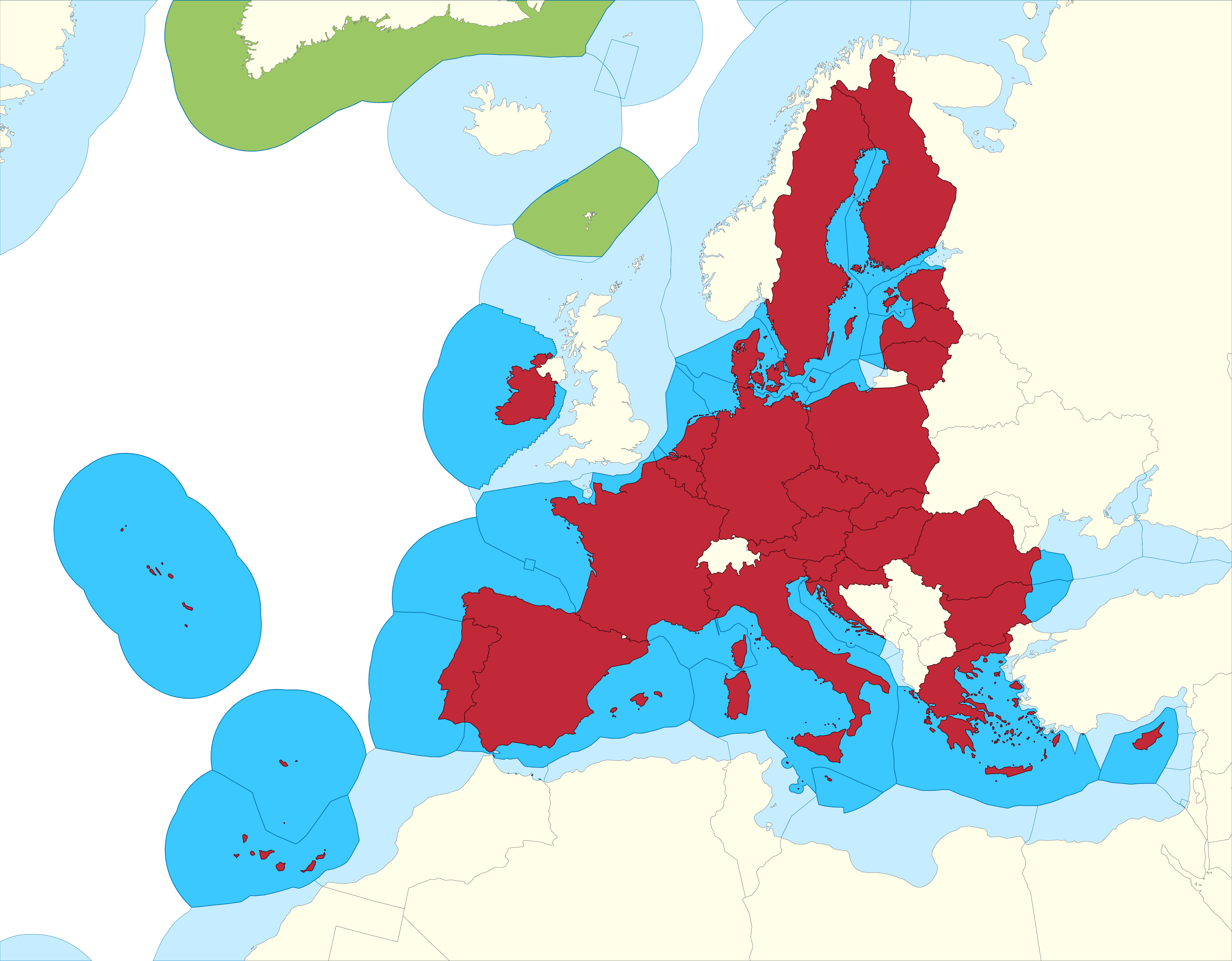
유럽 연합의 배타적 경제 수역은 2500만 km^{2}의 영역을 차지하며 세계에서 가장 크다

공동 어업 정책(共同漁業政策, Common Fisheries Policy, CFP)은 유럽 연합의 어업 정책이다. 어느 회원국이 얼만큼의 각각의 종류의 물고기를 잡을 수 있는지의 양을 결정할 뿐 아니라 다양한 시장 개입을 통해 어업 산업을 장려한다. 2004년에 9억 3,100만 유로의 예산이 이 정책에 쓰였으며 이것은 유럽 연합의 예산의 거의 0.75%에 해당한다.
이 정책은 어자원 감소를 우려하는 과학자들과 이 정책이 자신들의 생계를 위협한다고 주장하는 어부들에게 비판을 받아왔다.
비준이 될 경우, 유럽 헌법은 공식적으로 어업 정책을 유럽 연합의 예외 권한으로 처리하게 된다. 이로써 개개의 국가 밖에서의 어업 정책이 되지만 결정은 현재의 판례에 따라 주로 장관 회의에서 행할 것이다.
공동어업정책은 유럽 연합의 어종을 포괄적으로 관리하기 위해 창설되었다. 유럽 공동체(지금은 유럽 연합)를 탄생시킨 1957년의 로마 조약은 공동어업정책이 존재해야 한다고 명시하였다.

## 구성 요소
공동어업정책에는 다음과 같은 구성 요소를 갖고 있다:
- 생산, 품질, 등급, 포장, 상표를 규제한다.
- 갑작스런 시장 변화로부터 어부들을 보호하기 위해 생산자 단체를 장려한다.
- 생선의 최저가를 정하고 팔리지 않는 생선을 사들인다.
- 유럽 연합에 속하지 않은 국가들과의 무역에 대한 규칙을 정한다.

## 같이 보기
- 공동농업정책
- 유럽 연합의 예산

## 참조
1. ↑  EU Glossary 보관됨 2010-09-09 - 웨이백 머신 europa.eu